# Епархия Аквавивы
Епархия Аквавивы (лат. Dioecesis Aquavivensis) — упразднённая епархия, в настоящее время титулярная епархия Римско-Католической церкви.

## История
Античный город Аквавивы находился на Фламиниевой дороге и до конца VI века был центром одноимённой епархии. В настоящее время известны имена трёх епископов епархии Аквавивы: Паолин (или Павел) и Бенигний, которые участвовали в трёх соборах в Риме в конце V века и Бонифаций, упоминаемый в начале VI века.
С 1968 года епархия Акавивы является титулярной епархией Римско-Католической церкви.

## Епископы
- упоминается в 465 — епископ Паолин (или Павел)
- 487 – 502 — Бенигний ;
- упоминается в 502 году — епископ Бонифаций .

## Титулярные епископы
- 3.08.1968 — 13.08.1969 — епископ Vicente Faustino Zazpe  — назначен кардиналом;
- 7.01.1972 — 7.02.1973 — епископ Federico G. Limon S.V.D.  — назначен архиепископом Лингайен-Дагупана;
- 10.02.1973 — 13.01.1975 — епископ Luigi Rovigatti ;
- 14.04.1975 — 19.01.2012 — епископ Giovanni De Andrea ;
- 12.11.2012 — по настоящее время — епископ Фортунатус Нвачукву .

## Источник
- Annuario Pontificio, Libreria Editrice Vaticana, Città del Vaticano, 2003, стр. 749, ISBN 88-209-7422-3
- Pius Bonifacius Gams, Series episcoporum Ecclesiae Catholicae, Leipzig 1931, стр. 857
- Gaetano Moroni], Dizionario di erudizione storico-ecclesiastica, vol. 1, стр. 73  (лат.)
- Augusto Ciarrocchi, Da Faleri Novi a Civita Castellana: storia altomedievale di un recupero insediativo
- La Gerarghia Cattolica